# Савков потік
Савков потік (словац. Savkov potok) — річка в Словаччині, права притока Ублянки, протікає в окрузі Снина.
Довжина приблизно 8,2—9,3 км. Витік знаходиться в масиві Бексидське передгір'я на висоті близько 435 метрів. Протікає територією сіл Стриговець; Шмиґовець; Михайлів і Убля..
Впадає в Ублянку на висоті 212—215 метрів.